# عدد شروود
عدد شروود(به انگلیسی: Sherwood number) که با نام عدد ناسلت در انتقال جرم(به انگلیسی: mass transfer Nusselt number) نیز شناخته می‌شود، یک عدد بدون بعد می‌باشد که در علم انتقال جرم نشان دهنده نسبت میزان انتقال جرم از طریق همرفتی به نفوذ پذیری جرمی می‌باشد. این عدد که با نماد ({\displaystyle Sh}) نشان داده می‌شود به افتخار مهندس شیمی آمریکایی توماس شروود(به انگلیسی: Thomas Kilgore Sherwood) نام گذاری شده‌است.

## رابطه
{\displaystyle {\mathit {Sh}}={\frac {K\cdot L}{D}}={\frac {\mbox{Convective mass transfer coefficient}}{\mbox{Diffusive mass transfer coefficient}}}}
که در این رابطه:
- {\displaystyle L} طول مشخصه (m)
- {\displaystyle D} نفوذپذیری جرمی (m2.s−1)
- {\displaystyle K} ضریب انتقال جرم (m.s−1)